# فيروز باقرزاده
فيروز باقرزاده (31 مايو 1930 - 4 فبراير 2021) عالم آثار إيراني وعالم في الفن الإسلامي وخبير في الخزف والنقوش الإسلامية.

## السيرة الشخصية
ولد باقرزاده في 31 مايو 1930 في تبريز بإيران. حصل على درجة البكالوريوس من جامعة طهران عام 1954. في عام 1956 التحق بقسم الفنون الجميلة حيث أسس مجلة الفن والإثنوغرافيا، والتي كان يحررها حتى حصل على منحة فولبرايت للدراسات العليا في الولايات المتحدة الأمريكية، حيث قرأ تاريخ الفن في جامعة جنوب إلينوي (1959-60) وحصل على درجة الماجستير في تاريخ الفن. بدأ تخصصه في الفن الإسلامي وعلم الآثار في كلية الدراسات الشرقية والأفريقية بجامعة لندن (1960-62). ذهب إلى باريس حيث عمل في جامعة السوربون (1962-1967) تحت إشراف جاستون ويت، وفي نفس الوقت قرأ الفن الإسلامي وعلم الآثار في مدرسة اللوفر تحت إشراف الراحل جان ديفيد ويل.
في عام 1967 تم قبوله في المركز الوطني للبحث العلمي كباحث في الثقافات الشرقية، وعمل هناك حتى تم تكليفه من قبل وزارة الثقافة والفنون الإيرانية في عام 1971 للعودة إلى الوطن وإعداد مشروع المركز الإيراني للبحوث الأثرية. أسس المركز الدولي للبحوث الزراعية في عام 1972 وشغل منصب مديره العام حتى عام 1978. أطلق الندوة السنوية للبحوث الأثرية في إيران وهو محرر وقائعها. في يونيو 1977 انتخب أول رئيس للجنة العالمية للتراث الثقافي والطبيعي (اليونسكو).

## التأثير والإرث
إلغاء قانون تقسيم المعثورات الأثرية الناتجة عن عمليات المسح والتنقيب التي أجرتها وفود إيرانية وأجنبية مشتركة، وإنشاء مختبر لترميم المعثورات الأثرية، وتدوين الآثار الإيرانية الثلاثة في قائمة التراث العالمي بالتعاون مع شهريار عادل من بين أهم أعماله.